# Pointe de Chésery
Pointe de Bécret
La pointe de Chésery, pouvant être appelée pointe de Bécret du côté français, est une montagne située à la limite de la Haute-Savoie et du canton suisse du Valais, dans le massif du Chablais, qui culmine à 2 250 ou 2 251 mètres d'altitude,. Elle se trouve entre le Val d'Abondance et le Chablais valaisan,.

## Toponymie

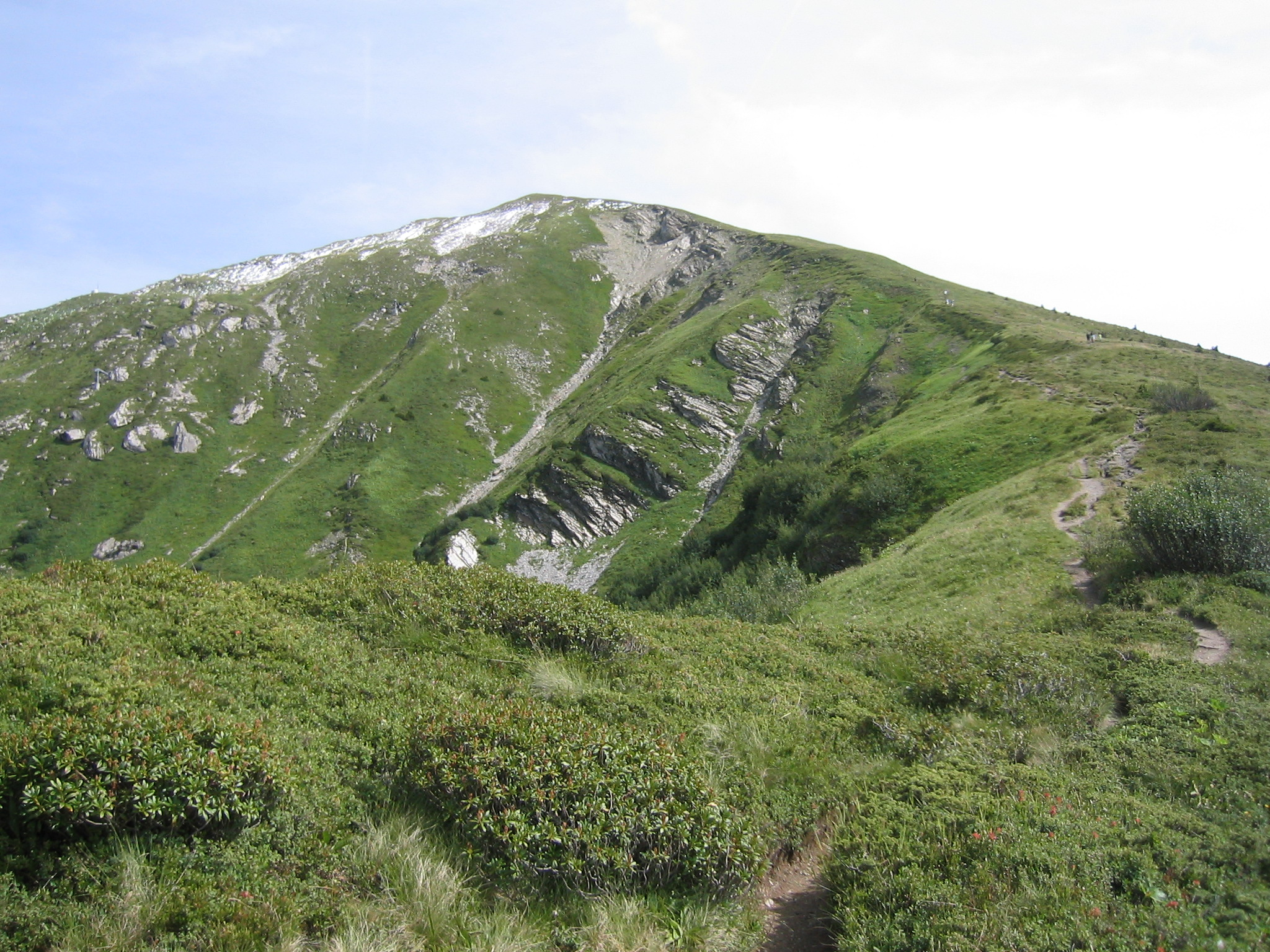
La pointe de Chésery vue côté France.

Selon Pierre Bossus, le mot « Chésery » vient du terme « casaria » signifiant « lieu où se trouvent des abris de bergers ». L'ancien nom de la pointe de Chésery est « pointe de Bécret ».